# Nematopodius nigricornis
Nematopodius nigricornis är en stekelart som först beskrevs av Cameron 1911.  Nematopodius nigricornis ingår i släktet Nematopodius och familjen brokparasitsteklar. Inga underarter finns listade i Catalogue of Life.